# Georgi Markov (brottare)
Georgi Markov, född den 5 april 1946 i Gorno Vershilo, Bulgarien, är en bulgarisk brottare som tog OS-guld i fjäderviktsbrottning i den grekisk-romerska klassen 1972 i München. 